# 2014年ソチオリンピックのトンガ選手団
2014年ソチオリンピックのトンガ選手団（2014ねんソチオリンピックのトンガせんしゅだん）は、2014年2月7日から23日までロシアのソチで開催されたソチオリンピックトンガ選手団の名簿。トンガは今回、冬季オリンピック初参加となった。

## 選手団
- 人員: 選手 1人
- 開会式旗手: ブルーノ・バナーニ

## リュージュ
- ブルーノ・バナーニ

男子1人乗り (32位、3:33.676)